# Malone (pel·lícula)
Malone és una pel·lícula estatunidenca de Harley Cokeliss estrenada l'any 1987.
Ha estat doblada al català

## Argument
Malone, agent de la CIA, sempre ha estat íntegre i eficaç. Tenint-ho tot vist, decideix jubilar-se. No obstant això Jamie, la seva vella còmplice, li afirma que ell n'ha vist massa i que, de cop, no el deixaria marxar fàcilment. Mentre arriba a Oregon, Malone té una avaria del seu Mustang a prop de Comstock. Paul Barlow, un mecànic que educa sol la seva filla adolescent, proposa a l'ex-agent de l'allotjar-lo mentre repara el seu cotxe...

## Repartiment
- Burt Reynolds: Malone
- Cliff Robertson: Delaney
- Kenneth McMillan: Hawkins
- Cynthia Gibb: Jo Barlow
- Scott Wilson: Paul Marlow
- Lauren Hutton: Jamie
- Philip Anglim: Harvey
- Tracey Walter: Calvin Bollard
- Dennis Burkley: Dan Bollard
- Alex Diakun: Madrid
- Brooks Gardner: Patterson
- Mike Kirton: Frank
- Mavor Moore: Hausmann